# زولیانو
زولیانو (به ایتالیایی: Zugliano) یک کومونه در ایتالیا است که در استان ویچنزا واقع شده‌است. زولیانو ۱۳ کیلومتر مربع مساحت و ۶٬۳۷۲ نفر جمعیت دارد.

## خواهرخوانده
شهر اگوردو خواهرخواندهٔ زولیانو هست.